# Daniel F
Daniel Augusto Valdivia Fernández (Lima, 4 de enero de 1961), más conocido por su seudónimo, Daniel F, es un cantante, escritor, poeta y compositor peruano, conocido por ser vocalista de Leusemia, banda fundadora de la movida subterránea en 1983.
Entre los años 1986 y 1995, participó en otros proyectos musicales, como fueron las bandas subtes Frente Negro y Kaos. Hoy sus álbumes recorren el rock progresivo, el punk rock y la nueva trova. En la década de 1990, escribía para el fanzine Tarántula, que se distribuía en fotocopias.

## Cuentos
- El señor Leinad
- Yasijah

## Libros

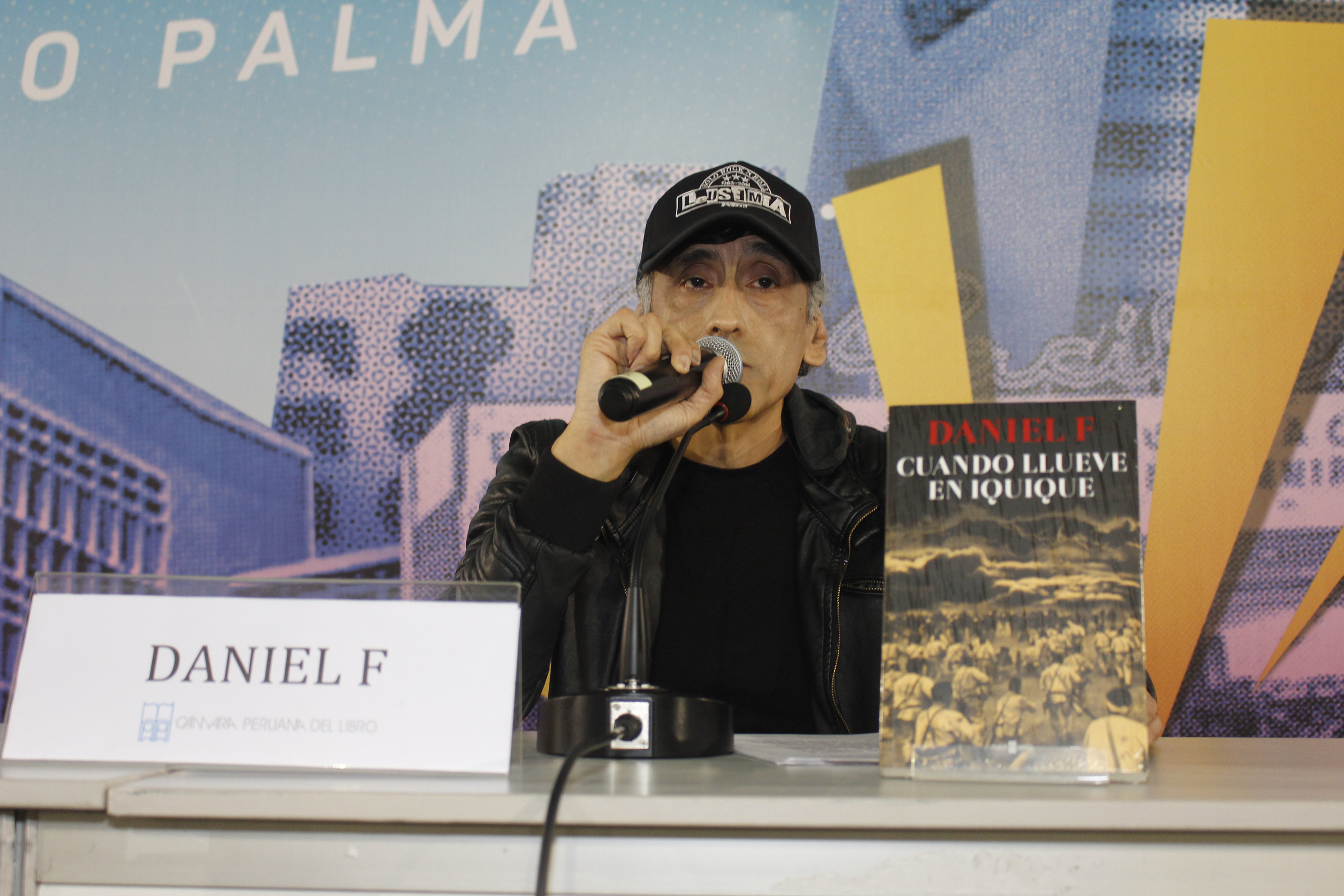
Daniel F presentando "Cuando llueve en Iquique" en la 38.ª Feria del Libro Ricardo Palma

- Los sumergidos pasos del amor (editado por Rumytiana Kulle-Cajamarca).
- Conversaciones con Daniel F (escrito a medias con el poeta trujillano David Novoa).
- Manuskritos desde una kalle vedada (editorial Kipuy)
- Por las olvidadas raíces del punk rock (editorial Kipuy)[9]
- Cuando llueve en Iquique. Penguin Random House. 2018. ISBN 9786124269097.[10]

## Filmografía

### Películas
- Av. Larco, la película (2017) - Profesor de colegio.[11]